# 김동아
김동아(金東我, 1987년 10월 30일~)는 대한민국의 법조인 출신 정치인이다. 제22대 국회의원이다.
사법연수원 43기 출신으로 정진상의 변호인을 지냈다.
제22대 국회의원 선거를 앞두고 평택시 갑에 예비후보로 등록했다. 하지만 평택시 갑 예비후보를 사퇴하였으며 당의 청년전략특구로 지정된 서대문구 갑 선거구에 출마를 선언했다. 당초 최종 후보에는 탈락했지만 성치훈 행정관이 탈락하면서 최종 후보로 선정되었으며 공천에서 최종적으로 승리해 본선 후보로 확정되었다. 본 투표에서 결과 50.75%의 득표율을 기록하면서 22대 국회의원으로 당선되었다.

## 학력
- 상당중학교 졸업
- 양운고등학교 졸업
- 건국대학교 법과대학 법학 학사

## 경력
- 2011년: 제53회 사법시험 합격
- 2014년: 제43기 사법연수원 수료
- 법무법인 태평양 변호사
- 민주사회를 위한 변호사모임 민생경제위원회 위원
- 법률사무소 온길 대표변호사
- 제20대 대통령 선거 더불어민주당 이재명 대통령 후보 대선 캠프 국민검증법률지원단 팀장
- 제20대 대통령 선거 더불어민주당 이재명 대통령 후보 캠프 법률특보단 청년단장
- 제20대 대통령 선거 더불어민주당 이재명 대통령 후보 캠프 을지키는민생실천위원회 자문위원
- 제36대 김동연 경기도지사직 인수위원회 기획재정분과 정책자문위원
- 더불어민주당 법률위원회 부위원장
- 더불어민주당 정책위원회 부의장
- 더불어민주당 당대표정치테러대책위원회 위원
- 2023년 12월~2024년 2월: 제22대 국회의원 선거 경기 평택시 갑 더불어민주당 국회의원 예비후보
- 2024년 4월 10일: 대한민국 제22대 국회의원 선거 당선(서울 서대문구 갑, 더불어민주당, 초선)
- 2024년 5월~: 더불어민주당 서울특별시당 서대문구 갑 지역위원회 위원장
- 2024년 10월~: 더불어민주당 서울특별시당 사회적경제위원장
- 2024년 10월~: 더불어민주당 청년미래연석회의 의장
- 2025년 1월~: 더불어민주당 국민소통위원회 허위조작정보감시단 단장
- 2025년 8월~: 더불어민주당 대선불복불법현수막대응특별위원회 부위원장

### 의정 활동
- 2024년 5월 30일~: 제22대 국회의원(서울 서대문구 갑, 더불어민주당, 초선)
  - 2024년 6월~: 제22대 국회 전반기 산업통상자원중소벤처기업위원회 위원

## 논란

### 학교폭력 가해자 논란

#### MBN의 보도 이후 학교폭력 사실 부인, 추후 법적 조치
2024년 5월 2일, 김도형 기자의 MBN 단독 기사 보도를 통해 김동아 더불어민주당 서울 서대문 갑 당선인에게 학교폭력을 당했다고 주장하는 A씨와 연락이 닿았음이 밝혀졌다.
A씨는 "엄청 세게 앞이 안 보일 정도로 세게 맞았거든요. 그 이후에 주먹으로 계속 때렸어요. 친구들이 말려서 멈췄던 적이 있어요. 이후로 무서워서 걔 주변에 가지도 못하고 학교에서 없는 사람처럼 조용히 생활했어요."라며  학창시절, 김 당선인이 자신을 사소한 이유로 폭행해 상해를 입은 사실을 아직도 또렷하게 기억한다고 밝혔다.
"김 당선인이 괴롭히는 아이들이 많이 있었다", "장난삼아서도 때리고, 심하게 때린 적도 있었다"고 국회의원 출마 전후로 김 당선인에게 연락이 오거나 사과를 받은 적도 없다고 덧붙였다.
"그때만 생각하면 다시 돌아가고 싶지 않을 정도" 
"걔 때문에 학창시절이 힘들었고, TV에서 다시는 안 보고 싶어요. 그런 사람이 국회의원 해서는 안 된다고 생각합니다."라고 의견을 표출했다.
MBN은 추가적으로 신빙성을 확보하기 위해 추가적으로 A씨를 제외한 동창생들과 인터뷰를 가졌다.
동창생 B씨는 A씨 외에도 자신이 아는 학교 폭력 "피해자만 2명"이라며, "친구에게 담뱃값을 갈취하기도 했다"고 밝혔다. 
동창생 C씨는 김 당선인이 "약한 애들을 괴롭혔다"며 "사소한 이유로 느닷없이 친구들에게 소리지르기도 했다"고 밝혔다.
동창생 D씨는 "키 작고 싸움 못하는 애들을 포크로 찌르며 웃기도 했다"며 "순둥이 친구들이 졸업 때까지 말 한마디 못 했다"고 밝혔다.
이를 토대로 사실 관계를 묻는 MBN의 질문에 김동아 당선인은 "전혀 그런 사실이 없다, 허위이며 고등학교 3학년부터 오히려 공부한다고 아예 왕따처럼 지냈다"며 "같이 놀던 친구들이 사이가 안 좋아져서 이상한 소리 하고 다닌다는 얘기는 들었다, 그 친구들이 질투와 시기 때문에 그런 말을 하는 것 같다고 학교폭력 의혹 사실을 부인했으며, 추후 법적 조치를 취할 것이라고 밝혔다.

#### MBN의 추가 보도, 김도형 기자의 취재 왜곡 및 회유 의혹
2024년 5월 8일, MBN은 추가적으로 김동아 당선인의 고등학교 학창시절 동창생 E씨와의 면담 보도를 진행했다고 밝혔다.
해당 보도에서 E씨는 "항상 매일 그 친구에게 시달렸거든요. 만나면 등을 주먹으로 이렇게 치고 이러면, 척추다 보니까 많이 아프잖아요? 괴로웠었어요.", "야간자율학습 시간에 자신을 불쾌하게 했다는 이유로 다른 친구를 다리로 내리찍는 것도 목격했다"라고 밝혔다.
"약한 친구들의 신체적 약점 잡아서 놀린 적도 많았다", "그 당시는 별로 기억 안 하고 싶다"며 심정을 토로했다. 
MBN은 "김 당선인은 MBN 취재에 대해 "취재 과정에 왜곡이 있다"라면서 사실 무근이라는 취지로 답변해왔습니다."라고 보도했다.
2024년 5월 8일, 김동아 당선인은 자신의 페이스북을 통해 "해당 기자가 제가 학폭을 저질렀다는 결론을 정해놓고, 사실과 다른 증언을 붙여넣거나 회유를 통해 왜곡된 증언을 유도했습니다."라고 밝혔다.
해당 증언은 MBN 김도형 기자의 회유로 어쩔 수 없이 답변했으며, 그가 보도한 2024년 5월 2일 보도는 사실이 아님을 확인했다고 시인한 사실확인서, 김 당선인의 동창이 기자에게 인터뷰를 보내지 말라고 보낸 문자 메시지, 해당 기자가 동창에게 보낸 문자에서 각각 한 장씩 빨간 줄로 주요 대화 내용에 밑줄이 그어진 문자 메시지 3장,
"저는. 이 사람을 낙선시키지 못하면 정말 후회할 것 같습니다."
"책임지고 이 사람을 사회에서 매장시키겠습니다."

"확실하게 끌어내릴 준비를 끝내놨습니다."
서울서대문경찰서에 접수한 고소장 접수 접수증, 서울서부지방법원 소장 접수증명원
총 7장의 사진을 공개하며, 해당 증언이 김도형 기자의 회유로 인한 답변임을 주장했다.

#### 보도 전 받은 사실확인서, 피해자 직접 대면 2차 가해 논란
5월 9일, MBN은 김 당선인이 페이스북에 공개한 사실확인서의 내용이 'MBN 5월 2일자 보도는 사실이 아님을 확인한다'이며, 해당 내용은 E씨 본인 관련 내용이 아닌 앞서 보도된 다른 동창생 A씨와 목격자 B,C,D의 증언이라는 사실을 밝혔으며,
MBN은 지난 2일 보도에서 언급된 동창생 A,B,C,D로부터 어떠한 사실확인서도 김 당선인 측에 써준 적이 없는 것을 확인했다고 밝혔다.
김동아 당선인은 해당 기사가 보도가 되기도 전에 E씨를 만나 E씨의 증언이 아닌 다른 내용에 대한 사실확인서를 받았으며, 
해당 사실확인서를 받는 과정에서 김 당선인은 "E씨를 직접 만나서 받았다"고 밝혔는데, 학교폭력 가해 의심을 받는 당사자가 피해자를 직접 만난 걸로 2차 가해 논란도 제기된다고 보도했다.
MBN은 김 당선인이 허위 사실을 보도했다는 취지로 경찰에 고소한 것과 관련해 법적 대응에 나설 것을 보도했다.

#### MBN의 추가 보도, 김 당선인 피해 동창생 수소문 의혹
2024년 5월 9일, 김 당선인의 고등학교 시절 바로 옆자리에서 학창시절을 보냈다는 동창생 F씨가 MBN의 취재진과 연락이 닿았음이 밝혀졌다.
F씨는 "김 당선인 때문에 등교가 고통이었다"고 증언한 피해 동창생 E씨를 김 당선인이 괴롭힌 사실을 알고 있었다고 증언했다.
"(학창시절 당시 E씨한테) 왜 (김동아가) 괴롭히는데 우리한테 말 안 했느냐고, OO(E씨)한테 화를 냈어요. 다 네 편들어줄 건데 왜 쟤(김동아) 하나한테 겁먹어서 바보같이 살았느냐…."
"옛날 80년대 정치깡패들이 하는 짓 그대로 하면서 피해자 찾아가서 겁박하고 '그런 적 없다, 나 몰라라' 그래 버리는 애가 무슨 정치를, 정의를 운운할　수　있겠느냐…."

"동아가 이미 돌아올 수 없는 강을 건넌 거 같아서 진심으로 동창한테 사과했으면 해요. 국민 앞에서 뻔뻔하게 아니었다고 부정하지 말고 진짜 정치인으로 살고 싶으면 인정하고 본인이 받아들이고 마무리를 아름답게 짓고 다음 스텝으로 넘어가야 한다고 생각하거든요."
인터뷰에 응한 피해 동창생을 측근을 통해 연락처를 수소문하거나 직접 찾아갔다는 소문을 듣고 화가 나서 제보하게 되었으며, 
"동창들이 김 당선인이 마치 정치적 이유가 있어 제보한 것처럼 프레임을 씌우는 걸 불편해한다", "동창들이 집단 대응해야 하는 상황을 본인이 만들고 있다", "이 사건은 정치적인 내용이 아니다"라며 본질을 흐리는 "정쟁 수단이 되지 않았으면 좋겠다"고 강조했다고 밝혔다.

## 역대 선거 결과
| 실시년도 | 선거   | 대수 | 직책     | 선거구           | 정당         | 득표수   | 득표율          | 순위 | 당락 | 비고 |
| -------- | ------ | ---- | -------- | ---------------- | ------------ | -------- | --------------- | ---- | ---- | ---- |
| 2024년   | 총선   | 22대 | 국회의원 | 서울 서대문구 갑 | 더불어민주당 | 44,890표 | \| \| 50.75% \| | 1위  |      | 초선 |
|          | 50.75% |      |          |                  |              |          |                 |      |      |      |

## 소속 정당
| 소속 정당 | 소속 정당    | 소속 기간 | 비고      |
| --------- | ------------ | --------- | --------- |
|           | 더불어민주당 | 2021~현재 | 정계 입문 |

## 같이 보기
- 서대문구 갑
- 서울 서대문구의 국회의원